# Eccellenza Calabria 2017-2018
Il campionato italiano di calcio di Eccellenza regionale 2017-2018 è il ventisettesimo organizzato in Italia. Rappresenta il quinto livello del calcio italiano.
È composto da un girone di 16 squadre, organizzato dal Comitato Regionale della regione Calabria.

## Squadre partecipanti
| Club                         | Città                               | Stadio                        | Stagione precedente         |
| ---------------------------- | ----------------------------------- | ----------------------------- | --------------------------- |
| F.C. Calcio Acri S.C.S.D.    | Acri (CS)                           | Stadio Pasquale Castrovillari | 5ª in Eccellenza Calabria   |
| A.C.D. Città Amantea 1927    | Amantea (CS)                        | Stadio Stefano Medaglia       | 2ª in Promozione Calabria/A |
| A.S.D. Aurora Reggio         | Reggio Calabria                     | Stadio Parco Longhi Bovetto   | 2ª in Promozione Calabria/B |
| A.S.D. Castrovillari Calcio  | Castrovillari (CS)                  | Stadio Mimmo Rende            | 16ª in Serie D/I            |
| A.S.D. Cotronei 1994         | Cotronei (KR)                       | Stadio Salvatore Baffa        | 1ª in Promozione Calabria/A |
| A.S.D. Cutro                 | Cutro (KR)                          | Stadio Comunale               | 15ª in Eccellenza Calabria  |
| A.S.D. Calcio Gallico Catona | Gallico e Catona di Reggio Calabria | Stadio Giuseppe Lopresti      | 11ª in Eccellenza Calabria  |
| A.C. Locri 1909              | Locri (RC)                          | Stadio Città di Locri         | 10ª in Eccellenza Calabria  |
| A.S.D. Luzzese Calcio 1965   | Luzzi (CS)                          | Stadio San Francesco          | 9ª in Eccellenza Calabria   |
| U.S.D. Paolana               | Paola (CS)                          | Stadio Eugenio Tarsitano      | 7ª in Eccellenza Calabria   |
| A.S.D. Reggiomediterranea    | Reggio Calabria                     | Stadio Parco Longhi Bovetto   | 12ª in Eccellenza Calabria  |
| U.S.D. Scalea 1912           | Scalea (CS)                         | Stadio Domenico Longobucco    | 6ª in Eccellenza Calabria   |
| A.S.D. Sersale Calcio 1975   | Sersale (CZ)                        | Stadio Ferrarizzi             | 17ª in Serie D/I            |
| A.S.D. Città di Siderno 1911 | Siderno (RC)                        | Stadio Filippo Raciti         | 8ª in Eccellenza Calabria   |
| A.G.S.D. Soriano 2010        | Soriano Calabro (VV)                | Stadio Alexandra Primerano    | 1ª in Promozione Calabria/B |
| A.S.D. Trebisacce            | Trebisacce (CS)                     | Stadio Giuseppe Amerise       | 4ª in Eccellenza Calabria   |

## Classifica
|  | Pos. | Squadra             | Pt | G  | V  | N  | P  | GF | GS | DR  |
|  | ---- | ------------------- | -- | -- | -- | -- | -- | -- | -- | --- |
|  | 1.   | Locri               | 71 | 30 | 22 | 5  | 3  | 56 | 18 | +38 |
|  | 2.   | Cotronei            | 58 | 30 | 18 | 4  | 8  | 44 | 32 | +12 |
|  | 3.   | Castrovillari       | 56 | 30 | 14 | 14 | 2  | 41 | 24 | +17 |
|  | 4.   | Siderno             | 54 | 30 | 15 | 9  | 6  | 42 | 22 | +20 |
|  | 5.   | Acri                | 50 | 30 | 15 | 5  | 10 | 36 | 26 | +10 |
|  | 6.   | Reggiomediterranea  | 43 | 30 | 12 | 7  | 11 | 36 | 31 | +5  |
|  | 7.   | Cutro               | 41 | 30 | 11 | 8  | 11 | 38 | 39 | -1  |
|  | 8.   | Sersale             | 40 | 30 | 12 | 4  | 14 | 36 | 37 | -1  |
|  | 9.   | Trebisacce          | 40 | 30 | 10 | 10 | 10 | 42 | 41 | +1  |
|  | 10.  | Paolana             | 39 | 30 | 11 | 6  | 13 | 36 | 38 | -2  |
|  | 11.  | Gallico Catona (-1) | 38 | 30 | 11 | 6  | 13 | 35 | 36 | -1  |
|  | 12.  | Soriano             | 37 | 30 | 9  | 10 | 11 | 35 | 36 | -1  |
|  | 13.  | Scalea              | 33 | 30 | 9  | 6  | 15 | 39 | 43 | -4  |
|  | 14.  | Amantea             | 28 | 30 | 7  | 7  | 16 | 27 | 54 | -28 |
|  | 15.  | Luzzese             | 18 | 30 | 4  | 6  | 20 | 29 | 56 | -27 |
|  | 16.  | Aurora Reggio       | 16 | 30 | 3  | 7  | 20 | 21 | 60 | -39 |

Legenda:
      Promossa in Serie D 2018-2019
      Ammessa ai play-off nazionali
 Ammessa ai play-off o ai play-out
      Retrocessa in Promozione 2018-2019
Note:
Tre punti a vittoria, uno a pareggio, zero a sconfitta.
In caso di arrivo di due o più squadre a pari punti, la graduatoria verrà stilata secondo la classifica avulsa tra le squadre interessate che prevede, in ordine, i seguenti criteri:
- Punti negli scontri diretti,
- Differenza reti negli scontri diretti,
- Differenza reti generale,
- Reti realizzate in generale,
- Sorteggio.

Il Gallico Catona sconta 1 punto di penalizzazione.

## Risultati

### Tabellone
|                    | Acr  | Ama  | Aur  | Cas  | Cot  | Cut  | Gal  | Loc  | Luz  | Pao  | Reg  | Sca  | Ser  | Sid  | Sor  | Tre  |
| ------------------ | ---- | ---- | ---- | ---- | ---- | ---- | ---- | ---- | ---- | ---- | ---- | ---- | ---- | ---- | ---- | ---- |
| Acri               | –––– | 3-1  | 3-1  | 1-1  | 0-1  | 1-2  | 1-1  | 0-1  | 3-0  | 1-0  | 1-0  | 2-1  | 1-2  | 0-1  | 3-1  | 1-0  |
| Amantea            | 1-3  | –––– | 1-2  | 0-0  | 2-3  | 0-3  | 1-2  | 0-0  | 3-2  | 1-1  | 1-0  | 0-2  | 2-1  | 0-1  | 2-2  | 1-0  |
| Aurora Reggio      | 2-0  | 0-0  | –––– | 0-1  | 0-1  | 0-3  | 0-0  | 2-3  | 2-1  | 1-1  | 1-6  | 2-3  | 0-4  | 0-2  | 2-2  | 1-3  |
| Castrovillari      | 1-0  | 0-1  | 1-1  | –––– | 3-1  | 4-2  | 0-0  | 0-0  | 2-1  | 1-2  | 2-1  | 1-1  | 2-0  | 1-0  | 1-0  | 3-1  |
| Cotronei           | 1-0  | 2-0  | 1-0  | 0-0  | –––– | 1-2  | 2-0  | 1-3  | 4-2  | 1-0  | 1-0  | 1-0  | 2-0  | 3-2  | 1-0  | 2-1  |
| Cutro              | 1-1  | 1-1  | 2-0  | 1-1  | 3-2  | –––– | 1-0  | 0-1  | 1-0  | 2-1  | 1-2  | 4-1  | 1-1  | 0-0  | 1-2  | 1-1  |
| Gallico Catona     | 1-1  | 1-3  | 3-0  | 1-3  | 0-0  | 1-0  | –––– | 1-2  | 0-1  | 2-1  | 3-0  | 1-1  | 3-1  | 1-0  | 2-1  | 3-1  |
| Locri              | 1-2  | 6-1  | 3-0  | 1-1  | 2-1  | 2-1  | 2-0  | –––– | 1-3  | 0-0  | 3-0  | 3-0  | 2-0  | 2-0  | 1-2  | 2-0  |
| Luzzese            | 0-1  | 1-1  | 2-2  | 1-1  | 2-3  | 1-2  | 1-2  | 1-2  | –––– | 0-2  | 0-2  | 1-1  | 3-1  | 0-1  | 2-0  | 1-1  |
| Paolana            | 2-1  | 1-0  | 2-1  | 1-2  | 1-0  | 4-0  | 2-1  | 0-2  | 0-0  | –––– | 0-1  | 0-4  | 2-1  | 2-2  | 2-2  | 3-1  |
| Reggiomediterranea | 1-0  | 5-0  | 0-0  | 2-2  | 2-1  | 0-0  | 0-1  | 0-1  | 3-0  | 1-4  | –––– | 1-0  | 1-1  | 1-0  | 2-2  | 2-1  |
| Scalea             | 0-1  | 2-3  | 5-1  | 1-2  | 0-2  | 3-0  | 1-0  | 0-1  | 5-2  | 1-0  | 0-0  | –––– | 2-1  | 2-2  | 1-1  | 0-1  |
| Sersale            | 1-2  | 3-0  | 1-0  | 1-2  | 0-1  | 2-0  | 2-1  | 1-5  | 4-0  | 1-0  | 1-0  | 2-0  | –––– | 0-0  | 1-0  | 2-0  |
| Siderno            | 1-1  | 2-0  | 2-0  | 0-0  | 3-1  | 3-1  | 3-2  | 0-1  | 1-0  | 2-0  | 3-1  | 2-0  | 3-0  | –––– | 3-0  | 1-1  |
| Soriano            | 0-1  | 3-1  | 2-0  | 1-1  | 1-1  | 1-1  | 2-1  | 0-2  | 1-0  | 3-0  | 0-1  | 3-0  | 1-0  | 1-1  | –––– | 0-0  |
| Trebisacce         | 0-1  | 2-0  | 2-0  | 2-2  | 3-3  | 2-1  | 3-1  | 1-1  | 4-1  | 3-2  | 1-1  | 3-2  | 1-1  | 1-1  | 2-1  | –––– |

## Spareggi

### Play-off

#### Tabellone
|  | Semifinali | Semifinali    | Semifinali |      |   | Finale        | Finale | Finale |  |
|  |            |               |            |      |   |               |        |        |  |
|  | 2          | Cotronei      | 1          |      |   |               |        |        |  |
|  | 2          | Cotronei      | 1          |      |   |               |        |        |  |
|  | 5          | Acri          | 3          |      |   |               |        |        |  |
|  | 5          | Acri          | 3          |      | 3 | Castrovillari | 2      |        |  |
|  |            |               |            |      | 3 | Castrovillari | 2      |        |  |
|  |            |               | 5          | Acri | 1 |               |        |        |  |
|  | 3          | Castrovillari | 5          | Acri | 1 | 0             |        |        |  |
|  | 3          | Castrovillari |            |      |   |               |        |        |  |
|  | 4          | Siderno       | 0          |      |   |               |        |        |  |

#### Semifinali
|               | Risultati |         | Luogo e data                 |
| ------------- | --------- | ------- | ---------------------------- |
| Cotronei      | 1-3       | Acri    | Cotronei, 6 maggio 2018      |
| Castrovillari | 0-0       | Siderno | Castrovillari, 6 maggio 2018 |

#### Finale
|               | Risultato |      | Luogo e data                  |
| ------------- | --------- | ---- | ----------------------------- |
| Castrovillari | 2-1       | Acri | Castrovillari, 13 maggio 2018 |

### Play-out
|        | Risultati |         | Luogo e data          |
| ------ | --------- | ------- | --------------------- |
| Scalea | 2-1       | Amantea | Scalea, 6 maggio 2018 |